# Shinsuke Yamanaka
Shinsuke Yamanaka (jap. 山中 慎介, Yamanaka Shinsuke; * 11. Oktober 1982 in Konan, Präfektur Shiga, Japan) ist ein japanischer Profiboxer und ehemaliger Weltmeister des WBC im Bantamgewicht.
Unter anderem wurde er vom Ring Magazine in der Pound-for-Pound-Rangliste auf Platz 9 geführt und belegte im „Ranking der besten Bantamgewichtler“ den 1. Platz.

## Profikarriere
Im Jahre 2006 bestritt Yamanaka drei Kämpfe, darunter sein Debütkampf, den er einstimmig nach Punkten gewann. Sein zweiter Kampf endete mit einem Unentschieden. 2009 schlug er unter anderem Yuta Uetani (9-0-1). 2010 errang er gegen Mikio Yasuda den japanischen Meistergürtel und verteidigte ihn 2011 gegen Ryosuke Iwasa (8-0-0).
Im Jahr darauf wurde er mit einem Punktsieg über den Mexikaner Christian Esquivel (24-2) WBC-Weltmeister. Diesen Titel verteidigte er bisher zwölf Mal gegen Wachtang Dartschinjan (37-4), Tomás Rojas (39-13), Malcolm Tuñacao (32-2), Jose Nieves (22-2), Alberto Guevara (18-1), Stephane Jamoye (25-4), Suriyan Kaikanha (37-5), Diego Santillan (23-0), Anselmo Moreno (35-3), Liborio Solís (23-3), erneut Anselmo Moreno (36-4) und Carlos Carlson (22-1).